# 木暮賢一郎
木暮 賢一郎（こぐれ けんいちろう、1979年11月11日 - ）は、神奈川県出身の元フットサル選手、現フットサル日本代表監督。ニックネームはグレ。ポジションはピヴォ・アラ。

## 経歴

### 選手
幼稚園の頃にサッカーを始め、小学3年時より読売サッカークラブジュニアユースに所属。小学6年時の1992年1月には第1回全日本少年フットサル大会に出場し、決勝では小野伸二が所属する沼津FCを下して優勝した。湘南工科大学附属高等学校2年時にはサッカーの神奈川県代表に選ばれた。高校卒業前には川崎フロンターレの入団テストを受験するが不合格となった。中央大学商学部進学後には神奈川県リーグのウィニングドッグスに在籍し、大学1年時・2年時には関東選抜の一員として全国選抜フットサル大会に出場した。3年時には日本代表に初招集され、第3回AFCフットサル選手権に出場。この大会で元横浜マリノスの鈴木正治などとともにプレーしたことがプロフットサル選手を目指すきっかけとなった。
2001年には関東フットサルリーグのファイルフォックスに移籍。2005年の第7回AFCフットサル選手権では準優勝だったものの、自身は大会最優秀選手に選ばれた。ファイルフォックスでは第7回全日本フットサル選手権大会、第2回地域チャンピオンズリーグ優勝に貢献。中央大学卒業後、スポーツ心理学・スポーツ科学などを学ぶために日本体育大学大学院に進学。大学院2年時には日本代表として2004 FIFAフットサル世界選手権に出場した。
サッポ監督が指揮した世界選手権では、キープ力とシュート技術を見込まれてピヴォに据えられた。
2005年には相手チームの森のくまさんでマネージャーを務めていた女性（現在の妻）と出会い、この女性は「あんなエンゼルパスが出せる人は、きっと優しいはず」と木暮に惚れ込み、突きあってみたら期待通りだった。須賀雄大、太見寿人などがいた森のくまさんに15-1で大勝しているが、この試合はくまさんたちがフットサルに真剣に取り組みきっかけとなった。日本体育大学大学院修了後、2005年4月にはインターコンチネンタルカップに出場して高い評価を受け、5月にはスペイン1部のバレンシアFSのトライアウトに参加した。一方でスペイン2部のクリペウスFSナサレノから「木暮を中心にしたチーム構想を描いている」とする熱心なオファーを受け、6月にはナサレノに移籍した。アンダルシア州セビリアを本拠地とするナサレノは2部に初昇格しており、初めて獲得した外国人選手が木暮だった。ナサレノでは2005-06シーズンにリーグ戦28試合に出場して35得点（リーグ9位タイ）を記録した。
2006年5月のAFCフットサル選手権では決勝のウズベキスタン戦で2得点を挙げている。2006年度のアジア最優秀選手賞を受賞した。2007年5月に大阪で開催された2007 AFCフットサル選手権では12得点を挙げて大会得点王となった。2007年7月にはスペイン1部のカルセニール・トレホンに移籍したが、外国人枠の関係でカルセニール・トレホンでは選手登録されなかった。2008年1月にスペイン2部のペレス・ブハランセにレンタル移籍し、2007-08シーズンは16試合に出場して3得点を挙げた。2008年7月、スペイン1部のグアダラハラFSに移籍した。
2008年11月21日、2008-09シーズン途中に名古屋オーシャンズに移籍。2008-09シーズンの背番号は22。2008-09シーズンは8試合に出場して6得点した。2009年に日本代表監督に就任したミゲル・ロドリゴは就任会見で「わたしのコンセプトの軸になっているのは、小野（大輔）、木暮（賢一郎）、高橋（健介）」と語った。
2012年には2012 FIFAフットサルワールドカップの日本代表メンバーに選出され、2度目のワールドカップ出場を果たした。決勝トーナメント1回戦のウクライナ戦は誕生日の試合となったが日本は敗れ、木暮は3大会連続の得点を挙げることはできなかった。
2012-13シーズンの名古屋ではアジウ監督の構想外となり、けが人が出たときでさえ出場機会を与えられなかった。2013年1月には2012-13シーズン限りでの現役引退を表明。Fリーグ最終節も全日本選手権決勝も出場機会はなかったが、トロフィーを2つ加えて引退を迎えた。2013年3月24日には引退記念試合として名古屋オーシャンズ対ファイルフォックスオールスターズが行われ、ファイルフォックス側では真境名オスカー、市原誉昭、村上哲哉、星翔太などが出場した。引退試合は約1000人の観客を集め、試合はファイルフォックスが16-13で勝利した。引退試合の様子はテレビ朝日系「やべっちFC」でも取り上げられたが、全国放送のサッカー番組でフットサル選手の引退試合が取り上げられるのは初めてのことだった。

### 指導者
選手引退後、スポーツ報知は木暮の日本サッカー協会入りを報じた。
2013年4月にはFリーグU23選抜の監督就任が発表され、その後指導者ライセンスを取得した。2013年5月の神戸フェスタが就任後初采配となり、7月の準会員リーグ第1節のフウガすみだ（関東リーグ）戦が公式戦初采配となったが、フウガすみだには3-15で大敗した。
2014-15シーズンも引き続きFリーグU23選抜を指揮する予定だったが、2014年3月31日にはシュライカー大阪監督就任が発表された。2014-15シーズンのレギュラーシーズンは5位だったが、プレーオフでは1stラウンドでバサジィ大分、2ndラウンドでバルドラール浦安を倒して決勝に進出。決勝の名古屋オーシャンズ戦第1戦に引き分け、第2戦に勝利してタイトルの行方を延長戦に持ち込んだ。延長の末に優勝を逃したものの、レギュラーシーズン5位からプレーオフ2位に躍進した。
2016年3月、ミゲル・ロドリゴ監督の退任および4月開催の国際親善試合を指揮するため、フットサル日本代表監督に暫定就任（契約期間は4月の1か月のみ）。

## 所属クラブ
サッカー歴
- 読売ジュニアユースS
- 読売ジュニアユース
- 湘南工科大学附属高等学校

フットサル歴
- ウイニングドックス
- FIRE FOX
- CLIPEUS F.S. NAZARENO（2部）
- 2008年-2009年　 CARNICER TORREJO'N（1部）
  - 2008年 →  M.M. Perez Bujalance（2部）（loan）
- 2009年-2012年  名古屋オーシャンズ

## 代表歴
- FIFAフットサルワールドカップ
  - 2004年、2008年、2012年
- AFCフットサル選手権
  - 2002年（準優勝）、2003年（準優勝）、2004年（準優勝）、2005年（準優勝）、2006年（優勝）、2007年（準優勝）、2010年（3位）、2012年（優勝）

## 指導者歴
- 2013年-2014年 FリーグU23選抜
- 2014年-2018年 シュライカー大阪
- 2016年4月 フットサル日本代表（暫定）
- 2018年1月 フットサル日本代表コーチ、フットサル日本女子代表監督
- 2018年 U-18フットサル日本女子代表監督
- 2019年10月 U-20フットサル日本代表監督
- 2021年11月 - フットサル日本代表

## タイトル
ファイルフォックス
- 全日本フットサル選手権大会 : 2002
- FUTSAL地域チャンピオンズリーグ : 2002

名古屋オーシャンズ
- Fリーグ : 2008-09、2009-10、2010-11、2011-12
- 全日本フットサル選手権大会 : 2013
- オーシャンアリーナカップ : 2010、2011、2012
- AFCフットサルクラブ選手権 : 2011

日本代表
- AFC年間最優秀フットサル選手賞 : 2006
- AFCフットサル選手権最優秀選手 : 2005、2006
- AFCフットサル選手権得点王 : 2007

## 個人成績
| 国内大会個人成績 | 国内大会個人成績 | 国内大会個人成績 | 国内大会個人成績 | 国内大会個人成績 | 国内大会個人成績 | 国内大会個人成績 | 国内大会個人成績 | 国内大会個人成績 | 国内大会個人成績 | 国内大会個人成績 | 国内大会個人成績 |
| 年度             | クラブ           | 背番号           | リーグ           | リーグ戦         | リーグ戦         | リーグ杯         | リーグ杯         | オープン杯       | オープン杯       | 期間通算         | 期間通算         |
| 年度             | クラブ           | 背番号           | リーグ           | 出場             | 得点             | 出場             | 得点             | 出場             | 得点             | 出場             | 得点             |
| 日本             | 日本             | 日本             | 日本             | リーグ戦         | リーグ戦         | オーシャン杯     | オーシャン杯     | 全日本選手権     | 全日本選手権     | 期間通算         | 期間通算         |
| ---------------- | ---------------- | ---------------- | ---------------- | ---------------- | ---------------- | ---------------- | ---------------- | ---------------- | ---------------- | ---------------- | ---------------- |
| 2008-09          | 名古屋           | 22               | Fリーグ          | ??               | ?                |                  |                  |                  |                  |                  |                  |
| 2009-10          | 名古屋           | 10               | Fリーグ          | 27               | 16               |                  |                  |                  |                  |                  |                  |
| 2010-11          | 名古屋           | 10               | Fリーグ          | ??               | ?                |                  |                  |                  |                  |                  |                  |
| 2011-12          | 名古屋           | 10               | Fリーグ          | 25               | 12               |                  |                  |                  |                  |                  |                  |
| 2012-13          | 名古屋           | 10               | Fリーグ          | ??               | ?                |                  |                  |                  |                  |                  |                  |
| 通算             | 日本             | 日本             | Fリーグ          |                  |                  |                  |                  |                  |                  |                  |                  |
| 通算             | 日本             |                  |                  |                  |                  |                  |                  |                  |                  |                  |                  |
| 総通算           |                  |                  |                  |                  |                  |                  |                  |                  |                  |                  |                  |

## 著書
- 木暮賢一郎（監修）『超技巧派!木暮賢一郎フットサル攻撃スタイル』ソニーマガジンズ 2006年